# Ellen Gottschalch
Ellen Sofie Kathrine Gottschalch (født Nielsen Holm den 2. maj 1894 i Asaa, død 17. februar 1981 på Frederiksberg) var en dansk skuespillerinde.
Gennemgik elevskolen på Aarhus Teater og debuterede på dette teater i 1911.
Hun var knyttet til Det Ny Teater 1912-1928 og Casino 1928-1930.
1941-1961 var hun fastansat på Det kongelige Teater. Spillede her bl.a. Madam Rundholmen i De unges forbund (Henrik Ibsen). Hun modtog Filmprisen 1948, Teaterpokalen 1949, Ingenio et arti 1950 og Tagea Brandts Rejselegat 1951.
Hun var gift med skuespilleren Christian Gottschalch og levede derefter sammen med komponisten Kai Normann Andersen. Hendes to sønner, Hans Henrik og Jesper, var begge aktive modstandsfolk, og Hans Henrik Gottschalch blev dræbt af tyskerne i 1945, hvilket fik moderen til også at melde sig i kampen mod værnemagten.
Hun er begravet på Frederiksberg ældre kirkegård.

## Filmografi
Blandt de film hun medvirkede i kan nævnes:
- Den sorte Drøm – 1911
- Champagnegaloppen – 1938
- En desertør – 1940
- Jeg har elsket og levet – 1940
- Sommerglæder – 1940
- Far skal giftes – 1941
- En pige uden lige – 1943
- Erik Ejegods pilgrimsfærd – 1943
- Billet mrk. – 1946
- Ta', hvad du vil ha' – 1947
- Hvor er far? – 1948
- Berlingske Tidende (film) – 1949
- Historien om Hjortholm – 1950
- Susanne – 1950
- Familien Schmidt – 1951
- Fra den gamle købmandsgård – 1951
- Mød mig på Cassiopeia – 1951
- Bag de røde porte – 1951
- Vi arme syndere – 1952
- Ta' Pelle med – 1952
- Kriminalsagen Tove Andersen – 1953
- Tante Tut fra Paris – 1956
- Englen i sort – 1957
- Tre må man være – 1959
- Løgn og løvebrøl – 1961
- Tine – 1964